# استرو تلر
استرو تلر (انگلیسی: Astro Teller؛ زادهٔ ۲۹ مهٔ ۱۹۷۰) یک کارآفرین، دانش‌مند، و نویسنده است، که در فناوری هوش‌مند دارای تخصص است.
 او از سال ۲۰۱۰ مدیر آزمایش‌گاه‌های گوگل ایکس است.